# Zelfbestuiving

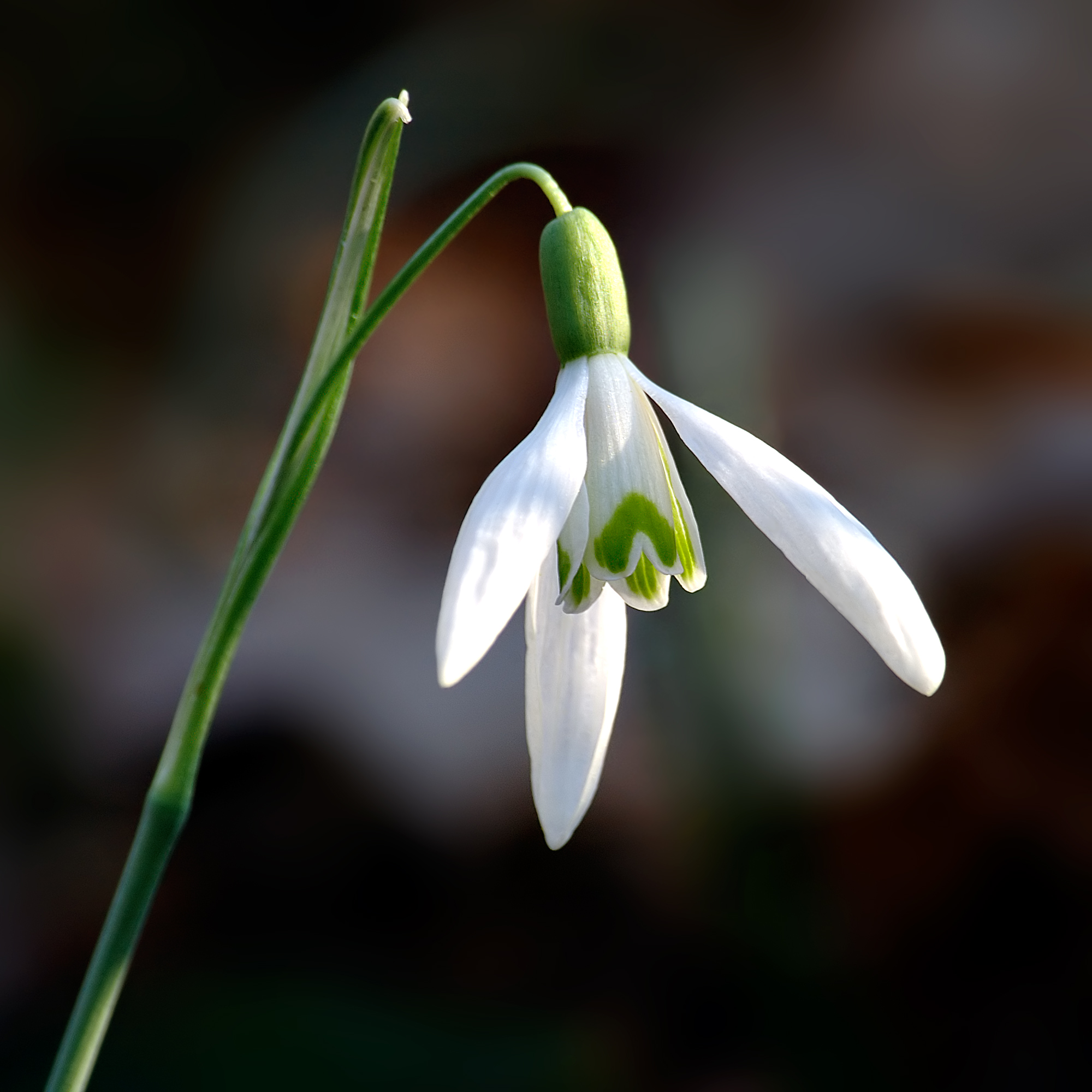
Het sneeuwklokje is een voorbeeld van een zelfbestuivende bloem.

Bij zelfbestuiving of autogamie wordt het stuifmeel overgebracht naar de stempel van dezelfde bloem. Bij buurbestuiving (geitonogamie) komt het stuifmeel op een andere bloem, die op dezelfde plant zit en dit resulteert dus ook in zelfbestuiving. Cleistogamie is een bijzondere vorm van zelfbestuiving, waarbij de bloem zich zelfs niet meer opent.
Bestuiving en bevruchting worden vaak door elkaar gehaald. Bestuiving kan leiden tot bevruchting maar dat hoeft niet. Na bestuiving moeten de spermacellen uit de stuifmeelkorrel via de stuifmeelbuis naar de eicel in het vruchtbeginsel gebracht worden en moeten ze met elkaar versmelten. In de lucht zitten zeer veel verschillende stuifmeelkorrels en alleen een specifieke combinatie van stuifmeelkorrel en stempel geeft bevruchting.
Zelfbestuiving heeft als voordeel dat het de plant onafhankelijk maakt van zijn bestuivers. Het laat toe dat planten groeien waar vliegende insecten zeldzaam zijn, zoals in het hooggebergte, op winderige of zeer schaduwrijke plaatsen. Bij succesrijke zelfbestuivers kan het leiden tot een snelle toename van het aantal planten, maar door het onderdrukken van de genenuitwisseling eveneens tot de isolatie van de populatie. Uiteindelijk kan zelfbestuiving leiden tot soortvorming of speciatie.
Zelfbestuiving komt frequent voor bij orchideeën, zoals bij wespenorchissen en bosvogeltjes.

## Zelfbevruchting
Zelfbevruchting komt ook voor bij schimmels. Homothallische schimmels kunnen zich geslachtelijk voortplanten met dezelfde soort schimmeldraden. Het mycelium vormt verschillende cellen met mannelijke en vrouwelijke voortplantingsorganen en zo kan zelfbevruchting plaatsvinden.